# Bajor darócpók
A bajor darócpók (Segestria bavarica) a pókszabásúak (Arachnida) osztályába, ezen belül  a pókok (Araneae) rendjébe és a darócpókfélék (Segestriidae) családjába tartozó faj.

## Előfordulása
Dél-európai elterjedésű faj, Magyarországon főleg Sopron és Kőszeg környékén gyakori.

## Megjelenése
Testhossza 15 milliméter. Fejtora sötét feketésbarna, csáprágóik feketék. Potroha szürke, feketésbarna, olykor lilás árnyalatú foltokkal. Az első folt a potroh hossztengelyében helyezkedik el, a többi párokat alkot, középen világosszürke sávot hagyva szabadon.